# 藤泽麻衣

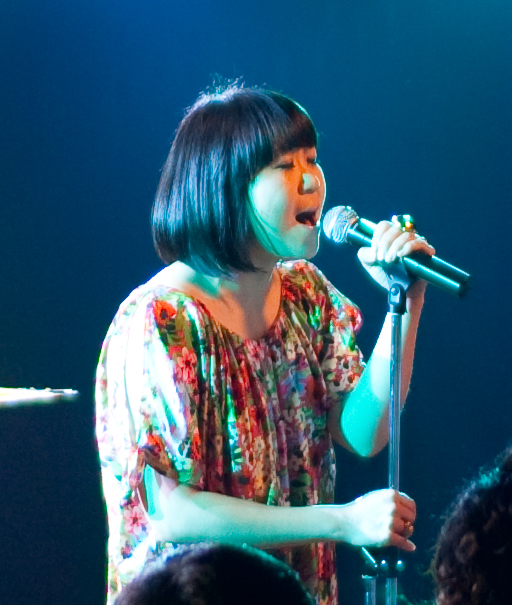
泽麻衣

藤泽麻衣（日语：／ Fujisawa Mai，1979年8月15日—），艺名为麻衣（まい），日本女歌手。作曲家、编曲家久石让的女儿。

## 简介

### 生平
- 从2岁开始学习钢琴，六岁加入NHK东京儿童合唱团。
- 4岁时演唱宫崎骏导演的动画电影『风之谷』（1984年公开版）中的歌曲《王蟲との交流》以及《ナウシカ・レクイエム》
- 1988年收录在久石让的专辑《illusion》中，与久石让合唱歌曲《少年の日の夕暮れ》。
- 去美国留学。
- 1996年，《魔法公主印象集》主唱（作词：宫崎骏，作曲：久石让）。
- 2005年、韩国电影『欢迎来到东莫村』主题歌演唱（作曲：久石让）
- 2006年、歌曲《さくらが咲いたよ》（作詞：宝野亚莉华、作曲：久石让）
- 2006年、日产SkylineV36型的电视广告歌曲《I will be》（作词：麻衣，作曲：久石让）
- 2008年，演唱《悬崖上的金鱼公主 印象集》中的《ひまわりの家の輪舞曲》（作词：宫崎骏作曲：久石让）

ボーカル担当。
- 2009年12月16日，演唱单曲《乌鲁鲁之歌》（电影《乌鲁鲁的森林物语（日语：ウルルの森の物語）》主題歌，作詞：麻衣，作曲：久石让）
- 2011年，电影《哈利·波特与死亡圣器（下）》演唱歌曲《リリーのテーマ》。
- 2011年，《坂上之云第3部》演唱主题歌《Stand Alone》

## 作品

### 单曲
- 《乌鲁鲁之歌》（ウルルの唄，2009年，VICL-36558） - 电影《乌鲁鲁的森林物语》主題歌

### 专辑
- 《麻衣》（2010年、VICL-63695）
- 《うたうまい 童謡うたう》（2013年、VICL-64030）

## 引用
1. ↑  .   [2021-05-14]. （原始内容存档于2023-12-09）.
2. ↑  .   [2014-09-24]. （原始内容存档于2020-09-27）.

## 关联项目
- 久石让